# Yates Center
Yates Center – miasto w Stanach Zjednoczonych, w stanie Kansas, siedziba administracyjna hrabstwa Woodson.